# Gonzalo Sepúlveda

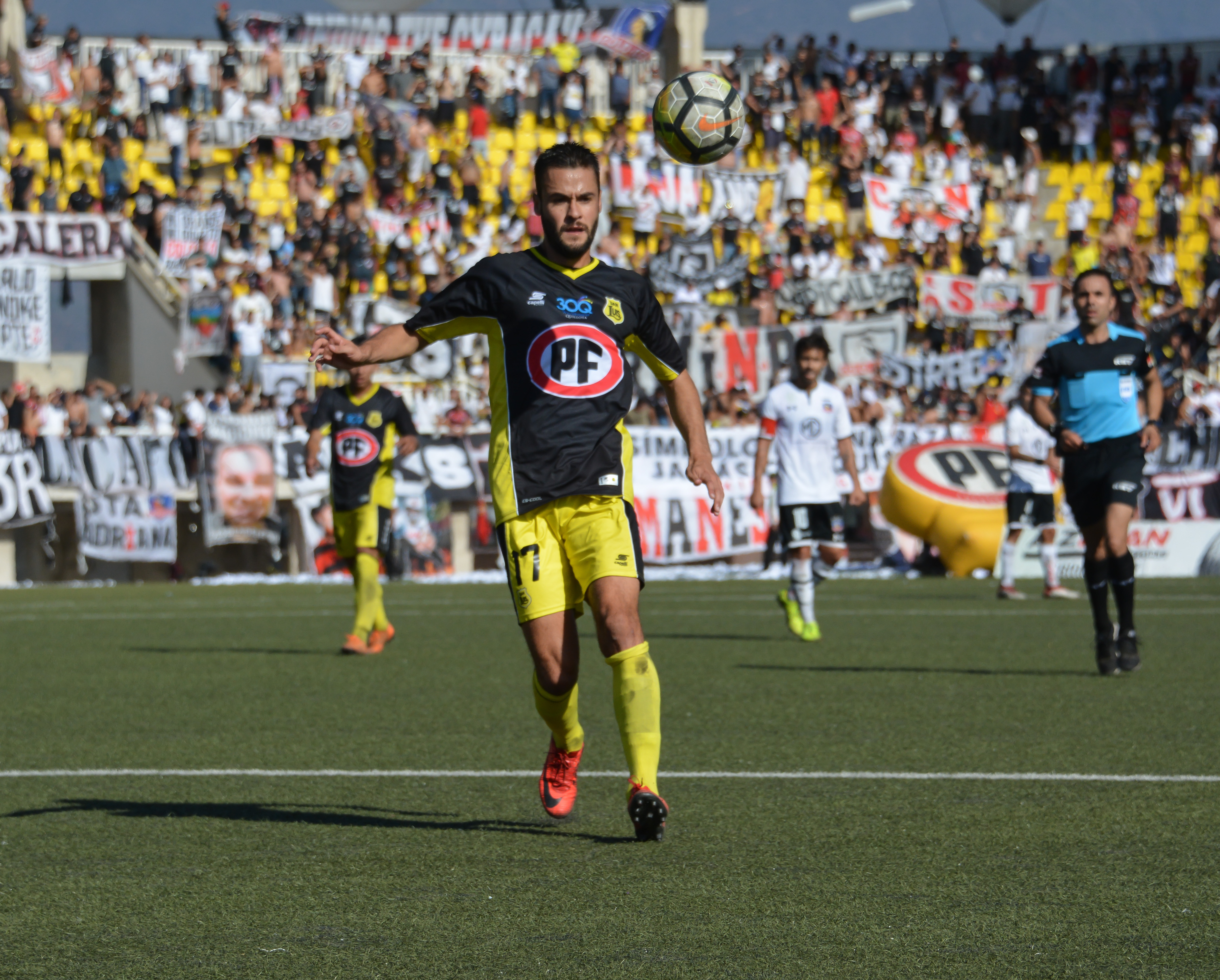
Gonzalo Sepúlveda na partida de 08-04-2018 do San Luis contra o Colo-Colo, no Estádio Municipal Lucio Fariña Fernández, em Quillota, no Chile.

Gonzalo Alfredo Sepúlveda Domínguez (Santiago, 10 de novembro de 1988) é um futebolista chileno que joga como volante na Universidad Católica.

## Carreira
Formado na Universidad Católica, estreou no ano de 2007. Nesse mesmo ano foi emprestado ao Provincial Osorno. Em 2008, foi emprestado ao Kitchee SC de Hong Kong para ganhar mais experiência. Voltou em 2009 para a Universidad Católica.
No ano de 2011, começou a somar minutos no Campeonato Chileno, atuando contra o Cobreloa e o Colo-Colo. Chepo foi apontado como sucessor natural de Jorge Ormeño.
Em 26 de abril de 2011, estreou na Copa Libertadores contra o Grêmio.
Em 20 de outubro de 2011, fez um gol contra o Vélez Sarsfield na Copa Sul-Americana.

## Estatísticas
Até 26 de fevereiro de 2012.

### Clubes
| Clube                | Temporada         | Campeonato nacional | Campeonato nacional | Copa nacional[a] | Copa nacional[a] | Competições continentais[b] | Competições continentais[b] | Outros torneios[c] | Outros torneios[c] | Total | Total |
| Clube                | Temporada         | Jogos               | Gols                | Jogos            | Gols             | Jogos                       | Gols                        | Jogos              | Gols               | Jogos | Gols  |
| -------------------- | ----------------- | ------------------- | ------------------- | ---------------- | ---------------- | --------------------------- | --------------------------- | ------------------ | ------------------ | ----- | ----- |
| Universidad Católica | 2012              | 0                   | 0                   | 0                | 0                | 0                           | 0                           | —                  | —                  | 0     | 0     |
| Universidad Católica | Total             | 0                   | 0                   | 0                | 0                | 0                           | 0                           | —                  | —                  | 0     | 0     |
| Total na carreira    | Total na carreira | 0                   | 0                   | 0                | 0                | 0                           | 0                           | 0                  | 0                  | 0     | 0     |

- a. ^ Jogos da Copa Chile
- b. ^ Jogos da Copa Libertadores e Copa Sul-Americana
- c. ^ Jogos do Jogo amistoso

## Títulos
Universidad Católica
- Campeonato Chileno: 2010
- Copa Chile: 2011